# Jinshajiangita
La jinshajiangita és un mineral de la classe dels silicats, que pertany al grup de la bafertisita. Rep el seu nom del riu Yangtze, en xinès Jinsha Jiang, el qual es troba al sud del Comtat de Yanbian (Xina), la seva localitat tipus.

## Característiques
La jinshajiangita és un sorosilicat de fórmula química BaNaFe₄2+Ti₂(Si₂O₇)₂O₂(OH)₂F. Cristal·litza en el sistema monoclínic. La seva duresa a l'escala de Mohs es troba entre 4,5 i 5. És un mineral isostructural amb la perraultita, de la qual també n'és l'anàleg amb ferro. Es troba estretament relacionada amb la bafertisita, la camaraïta i l'emmerichita.
Segons la classificació de Nickel-Strunz, la jinshajiangita pertany a «09.BE - Estructures de sorosilicats, amb grups Si₂O₇, amb anions addicionals; cations en coordinació octaèdrica [6] i major coordinació» juntament amb els següents minerals: wadsleyita, hennomartinita, lawsonita, noelbensonita, itoigawaïta, ilvaïta, manganilvaïta, suolunita, jaffeïta, fresnoïta, baghdadita, burpalita, cuspidina, hiortdahlita, janhaugita, låvenita, niocalita, normandita, wöhlerita, hiortdahlita I, marianoïta, mosandrita, nacareniobsita-(Ce), götzenita, hainita, rosenbuschita, kochita, dovyrenita, baritolamprofil·lita, ericssonita, lamprofil·lita, ericssonita-2O, seidozerita, nabalamprofil·lita, grenmarita, schüllerita, lileyita, murmanita, epistolita, lomonossovita, vuonnemita, sobolevita, innelita, fosfoinnelita, yoshimuraïta, quadrufita, polifita, bornemanita, xkatulkalita, bafertisita, hejtmanita, bykovaïta, nechelyustovita, delindeïta, bussenita, perraultita, surkhobita, karnasurtita-(Ce), perrierita-(Ce), estronciochevkinita, chevkinita-(Ce), poliakovita-(Ce), rengeïta, matsubaraïta, dingdaohengita-(Ce), maoniupingita-(Ce), perrierita-(La), hezuolinita, fersmanita, belkovita, nasonita, kentrolita, melanotekita, til·leyita, kil·lalaïta, stavelotita-(La), biraïta-(Ce), cervandonita-(Ce) i batisivita.

## Formació i jaciments
Va ser descoberta l'any 1982 a la mina Luku, al Comtat de Yanbian de la prefectura de Panzhihua (Sichuan, Xina), on sol trobar-se associada a altres minerals com l'arfvedsonita i l'albita. També ha estat descrita al massís de Verkhnee Espe (Província del Kazakhstan Oriental, Kazakhstan), a Norra Kärr (Småland, Suècia) i a la pedrera Dmitrievskii (óblast de Donetsk, Ucraïna).

## Grup de la jinshajiangita
El grup de la jinshajiangita és un grup de minerals format per quatre espècies:
| Espècie        | Fórmula                                     |
| -------------- | ------------------------------------------- |
| Bobshannonita  | Na₂KBa(Mn,Na)₈(Nb,Ti)₄(Si₂O₇)₄O₄(OH)₄(O,F)₂ |
| Jinshajiangita | BaNaFe₄2+Ti₂(Si₂O₇)₂O₂(OH)₂F                |
| Perraultita    | BaNaMn₄2+Ti₂(Si₂O₇)₂O₂(OH)₂F                |
| Surkhobita     | NaCaBa₂Mn₈Ti₄(Si₂O₇)₄O₅F₅                   |